# Luciano Gallet
Luciano Gallet (født 28. juni 1893 i Rio de Janeiro, Brasilien - død 29. oktober 1931) var en brasiliansk komponist, dirigent og pianist. 
Gallet studerede klaver som barn , men kom på Instituto Nacional de Música hvor han studerede komposition hos Henrique Oswald. 
Han studerede harmonisering i Paris hos Darius Milhaud (1917). Han har skrevet orkesterværker, kammermusik, operaer, vokalmusik, religiøs musik, sonater for klaver etc. Gallet dirigerede koret og symfoniorkesteret på Instituto Nacional de Música.

## Udvalgte værker
- Tango-batuque (1919) - for orkester
- Elegi (1921) - for orkester
- Brasiliansk Dans (1921) - for orkester
- Turuna (1926) - for kammerorkester